# ネグリト

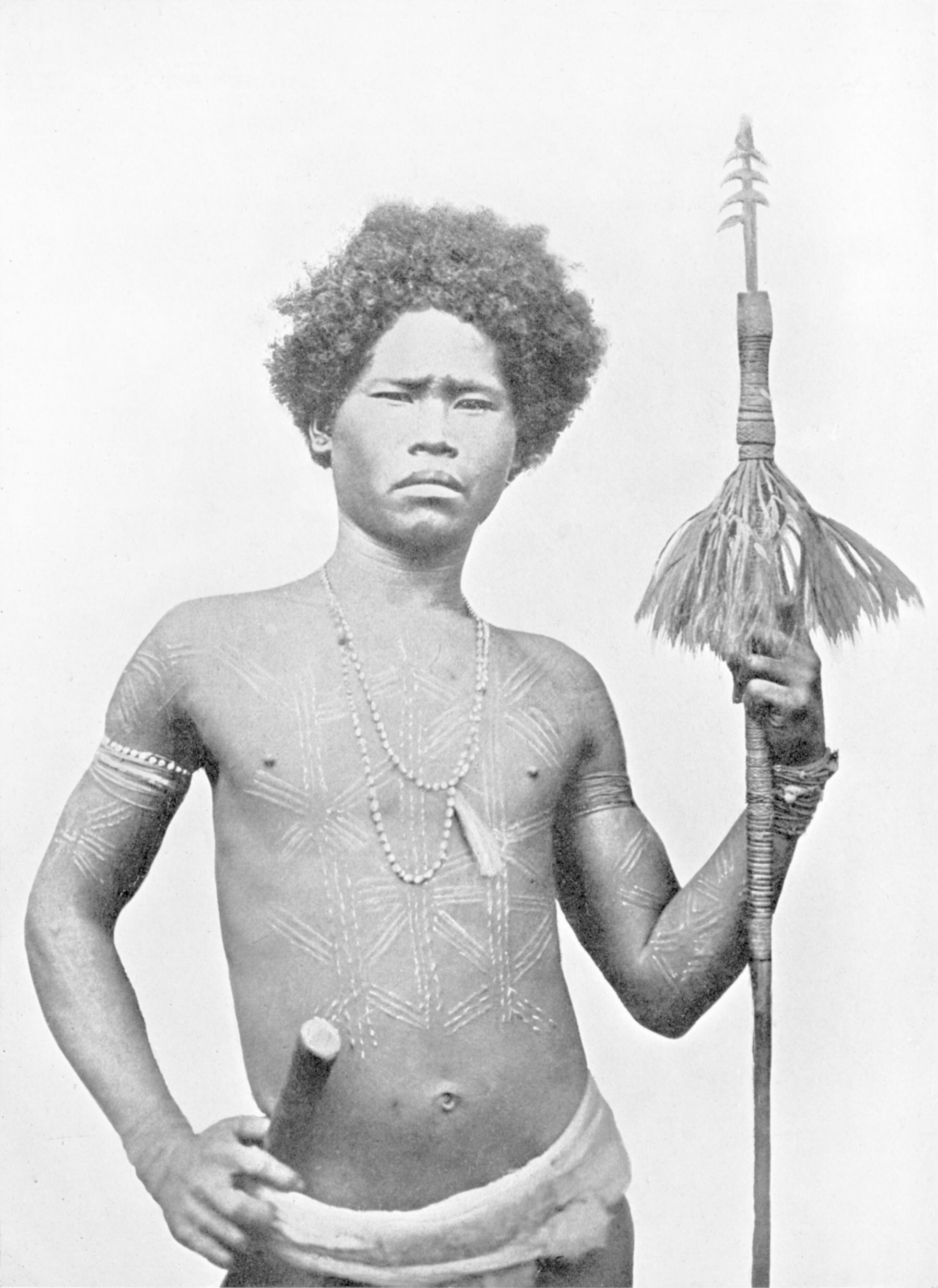
フィリピン、ルソン島のネグリト。

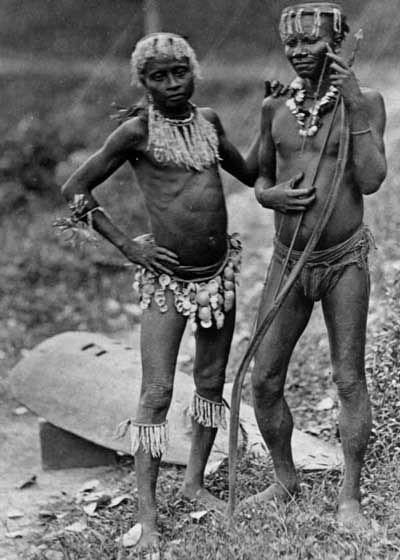
二人のネグリト（1875年）

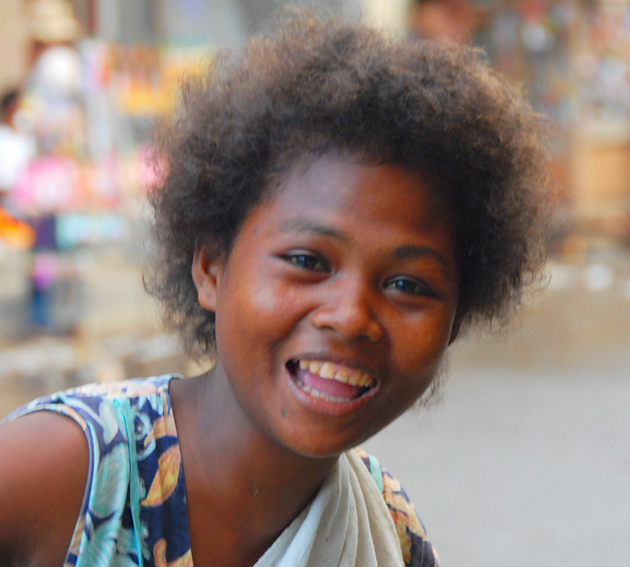
アティ族の女性（フィリピン）

ネグリト（Negrito）とは、東南アジアの小柄な少数民族の総称を指し、マレー系民族が広がる以前からの先住民族であると考えられている。ネグリートともいう。
ネグリトに含まれる民族としては、大アンダマン人の10民族にJangil、ジャラワ族、オンゲ族、センチネル族を含めた、アンダマン諸島の14民族の他、マレー半島と東スマトラのセマン族、タイのマニ族、フィリピンのアエタ族・アティ族・バタク族・ママンワ族などの民族、ニューギニア島の西部の先住民の一部が含まれる。
かつては身体的な特徴に基づき、ネグリトの全ては民族的に近縁と考えられていたが、近年の遺伝学的な研究によれば、東アジア人に近い民族もあれば、パプア人に近い民族もあることが明らかになっており、遺伝的に不均一であることが明らかになっている。現在では、地理的に孤立した地域で少数民族として存在しており、多くはオーストロネシアの人々に取って代わられるか吸収されたと考えられる。
歴史的に、彼らは他の現地住民との交易に従事していた。一方で、西暦724年以降、現地の王国や支配者への貢物として、奴隷狩りの対象ともなった。

## 概要
複数の遺伝的な研究によれば、アンダマン諸島、マレー半島、フィリピンの「ネグリト」は共通の祖先に由来する枠組みではなく、各グループを別々に検討することが必要である。
Larena et al. 2021やCarlhoff et al. 2021によれば、ネグリトを構成する民族は、遺伝的には東アジア人とパプア人の間のクラインに位置づけられる。 アンダマン人は主に「東アジアの祖先」であり、中国北部の田園洞人などの古代東アジア人と共に、現代の東アジア人に近く、パプア人などのオーストララシア人とは明らかに異なる。 東アジア人とオーストララシア人は、紀元前58000年に分岐したと推定されている。。
ネグリトという言葉はスペイン語で「小柄で黒い人」を意味している。ネグリトは肌が黒いため、当初のスペイン人航海者たちは、彼らがアフリカの黒人の一種かもしれないと考えていた。マレー語ではオラン・アスリ（orang asli）、すなわち「もとからいた人」と呼ばれる。フィリピンでは、現在のマレー系民族が舟で到来する前の先住民とされる。パナイ島の伝説では、ボルネオ島から渡ったマレー人たちが、ネグリト系のアエタの民から土地の権利を買ったとされている。
ネグリトの人々は他の民族と比較して最も純粋なミトコンドリアDNAの遺伝子プールを持つとされ、彼らのミトコンドリアDNAは遺伝的浮動の研究の基礎となっている。

## 言語
ニューギニア島やアンダマン諸島のネグリトは固有の言語を持つが、マレー半島やフィリピンのネグリトは周辺諸族（非ネグリトのモンゴロイド）と同様のものを話す。これは過去のある時点で固有の言語を喪失したものと考えられている。
ネグリトの言語が含まれる諸語・語族
- アンダマン諸語
  - 大アンダマン語族
  - オンガン語族
  - センチネル語
- オーストロネシア語族
  - フィリピン・ネグリト諸語
- オーストロアジア語族
  - アスリ諸語
- パプア諸語[10][1]

## 遺伝子

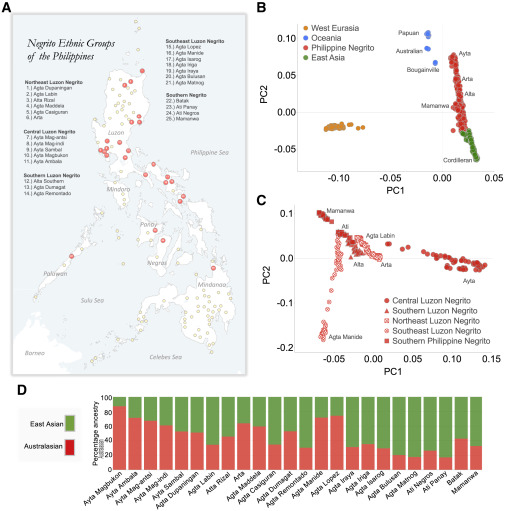
ネグリトを含むユーラシア人集団のPCA解析他。 古代及び現代のネグリトは、東アジア人とパプア人の間のクラインに沿って位置しており、単一の集団を形成していない。

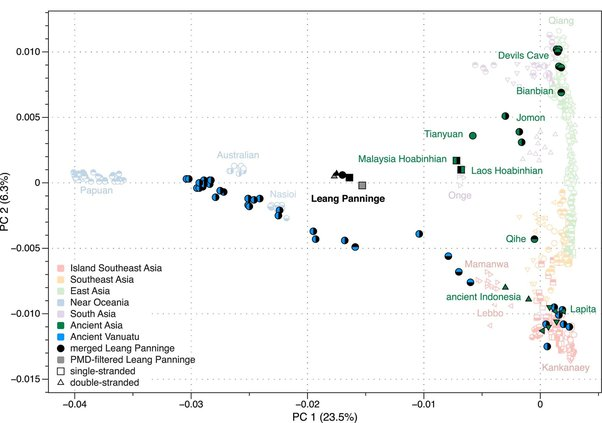
現在および古代の東ユーラシア人およびオーストララシア人のPCA解析。 PC1（23.8％）は、東ユーラシア人とオーストラロイドメラネシア人を区別し、PC2（6.3％）は、南北の傾斜に沿って東ユーラシア人を区別する。 ネグリトのサンプルは、東南アジアのグループとパプア人の間のクラインに沿って配置される。 スラウェシ南部の完新世の狩猟採集民のサンプル（Leang Panninge）は、約50％の基底東アジアの祖先と50％のパプア関連の祖先を持つ。

遺伝学的研究によれば、ネグリトは東アジア関連グループとパプア関連グループの間のクラインに沿って位置し、遺伝的に異質なグループで構成される。 ネグリトの遺伝的構成は、東アジアの基部系統とパプア関連系統の中間として説明することができる。

### アンダマン人
アンダマン人は母語とする言語系統から大アンダマン人、オンガン人、センチネル族に大別できるが、このうち調査がされている大アンダマン人とオンガン人では、Y染色体ハプログループがで大きく異なっていることが知られている。遺伝子調査（Kumarasamy et al.(2003)）の結果によると、大アンダマン人は出アフリカ後「南ルート」をとったハプログループF*、K*、L、P*、および「北ルート」のオーストロアジア系O1b1が合わせて100%であるが、オンガン人（ジャラワ族、オンゲ族）はハプログループD1a2bが100%を占める。ハプログループD1a2bは出アフリカ後「北ルート」でイラン→アルタイ山脈→チベット→ビルマ→アンダマン諸島という経路をたどってきたと考えられる。
なお、アンダマン人のミトコンドリアDNAハプログループは大アンダマン人、オンガン人とも、出アフリカ後「南ルート」で到達したと考えられるM31、M32のみが観察される。

### アエタ族
アエタはY染色体ハプログループK2b1-P378が60％の高頻度みられる。（このタイプはニューギニア多いハプログループMやSと祖を同じくするものである。）また、ハプログループP (mtDNA)が40%見られる。これらのタイプは、出アフリカ後インドを経由して「南回り」で到達したオーストラロイドの系統である。

### セマン等
オーストロアジア語族を話すセマン等は他のオーストロアジア系民族と同様、ハプログループO1b1 (Y染色体)がよく見られるが、周囲の民族に比較してハプログループC (Y染色体)（おそらく南ルート系のハプログループC1b）が高い頻度で見られる。